# كنز هوكسن
كنز هوكسن (بالإنجليزية: Hoxne Hoard)‏ يعتبر أكبر كنز من الذهب والفضة الرومانى القديم المكتشف في بريطانيا الرومانية، ويعد أكبر مجموعة من العملات الذهبية والفضية التي يرجع أصلها إلي القرن الرابع والخامس الميلادى المتواجدة في الامبراطورية الرومانية. وقد تم العثور عليه من قبل مكتشف معادن في قرية هوكسن ب سوفولك، انجلترا، في السادس عشر من نوفمبر عام 1992، وقد كان الكنز مكوناً من 14,865 عملة ذهبية وفضية وبرونزية رومانية ترجع إلى أواخر القرن الرابع وبداية القرن الخامس، وما يقرب من 200 جزء من أدوات الزينة الفضية ومجوهرات ذهبية. وتوجد هذة الأشياء الآن في المتحف البريطاني بلندن، والذي يحتوى على أهم الاجزاء وبقية منتقاة في عرض دائم. وفي عام 1993، قامت لجنة تقييم الكنوز بتقييم هذا الكنز بما يقدر ب1.75 مليون جنيه إسترليني ويقدر اليوم ب2.66 مليون جنيه إسترليني .
كان الكنز مدفوناً في شكل صندوق من البلوط أو وعاء صغير محكم ممتليء بأجزاء من المعدن الثمين، ومعظمها مُصنف حسب النوع والبعض في صناديق خشبية صغيرة وآخرين في حقائب أو مغلف بقماش. وتم استعادة بقايا الوعاء، وبعض التركيبات كالمفصلات والأقفال في عملية البحث عن الاثار. وقد أرخت العملات في الكنز انه يرجع إلى عام 407 ما بعد الميلاد، والذي تزامن مع نهاية الحكم الرومانى في بريطانيا. وتعتبر أسباب وأصحاب دفن الكنز مجهولة، لكنه قد رُتب بدقة وعناية وتظهر المحتويات ملائمة لما قد تملكه أسرة واحدة شديدة الثراء. نظراً لنقص أوعية الزود الفضية وبعض الأنواع الأكثر شيوعاً من المجوهرات؛ فمن المرجح أن الكنز يمثل جزءأ فقط من ثروة مالكها.
يحتوى كنز هوكسن على بعض الأجسام النادرة والمهمة أيضاً، والتي تشمل هيكل سلسلة ذهبى وأوانى فلفل فضية مطلية بالذهب. ويعتبر كنز هوكسن ذو أهمية أثرية؛ وهذا لانها قد تم استخراجها من قبل علماء آثار محترفين وكانت الاجزاء غير مبعثرة وسليمة إلى حد كبير. وقد ساعد هذا الاكتشاف في تحسين العلاقة بين مكتشفى المعادن وعلماء الاثار، كما أثر في تغيير القانون الانجليزى المتعلق باكتشافات الكنز.

## التاريخ الأثري

### الاكتشاف وبداية التنقيب
تم اكتشاف الكنز في ساحة مزرعة، تبلغ مساحتها نحو 2.4 كيلومتر (1.5 ميل) جنوب قرية هوكسن ب سوفولك، في السادس عشر من نوفمبر عام 1992. كان بيتر واتلينج المزارع المستأجر قد فقد مطرقة، وطلب من صديقه ايريك لاويس المساعدة في البحث عنه، وهو بستانى متقاعد مكتشف معادن هاو. أثناء البحث في الحقل بواسطة كاشف المعادن، اكتشف لاويس ملاعق من الفضة، ومجوهرات ذهبية، وعملات ذهبية وفضية لا حصر لها. بعد استعادة بعض الأجزاء، أبلغ هو وواتلينج أصحاب مجلس مقاطعة سوفولك ،والشرطة، بدون أية محاولات لاكتشاف أي اجزاء أخرى.
في اليوم التالى قام فريق من مُكتشفى الاثار من وحدة اكتشاف الاثار بسوفولك ببدء حملة طارئة للكشف عن الاثار بالموقع. وقد تم التنقيب عن الكنز بالكامل في يوم واحد، فقاموا بإزالة عدد كبير من الكتلال كبيرة من المواد الغير مكسورة (الصحيحة) في سبيل الكشف عن الاثار بطريقة معملية. وكانت المساحة التي يبلغ نصف قطرها ثلاثون متراً (98 قدم) من مركز اكتشافه تم البحث عنها باستخدام أدوات مكتشفة للمعادن. وأيضاً استعيدت مطرقة بيتر واتلينج ووهبت للمتحف البريطانى.
كان الكنز مُتمركزاً في موقع واحد بداخل بقايا الصندوق الخشبى المتفتتة بالكامل. وكان مثالاً على الأجزاء مجمعة في الصندوق قطع كالمغرفات والمزهريات التي كانت مكدسة بداخل بعضها البعض، وأجزاء أخرى متناسقة محتفظة بصندوق داخلى. كانت بعض الاجزاء مبعثرة عن طريق الحيوانات المنقبة والحرث، ولكن القيمة الكلية للاضطراب لم تكن كبيرة. كان من الممكن تحديد التصميم الأصلى للمصنوعات اليدوية داخل المحتوى، وكينونة الوعاء نفسه، بفضل اشعار لاويس السريع بالاكتشاف، مما اتاح التنقيب عن اثار به على يد علماء اثار محترفين.
تم أخذ الكنز المكتشف إلى المتحف البريطانى. وقد تسرب خبر هذا الاكتشاف للصحافة، وفي التاسع عشر من نوفمبر، قامت جريدة ذا صن بنشر قصة في الصفحة الأولى، بجانب صورة للاويس وبحوذته المكتشف المعدنى. بالرغم من أن المكونات الكلية للكنز وقيمته كانت مجهولة، زعمت المقالة الصحفية مليون. رداً على الدعاية الغير متوقعة، قام المتحف البريطانى بعقد مؤتمر صحفى بالمتف في 20 نوفمبر للإعلان عن الاكتشاف. سرعان ما فقدت الصحف اهتمامها بالكنز، سامحة للمتحف البريطانى الوصاية على فرز، وتنظيف وترسيخ الكنز بدون مزيد من التعطيل من قبل الصحافة. وتم اكمال عملية التنقية الاولية والصيانة الأساسية بعد شهر من اكتشافه.

### التحقيق والتقييم

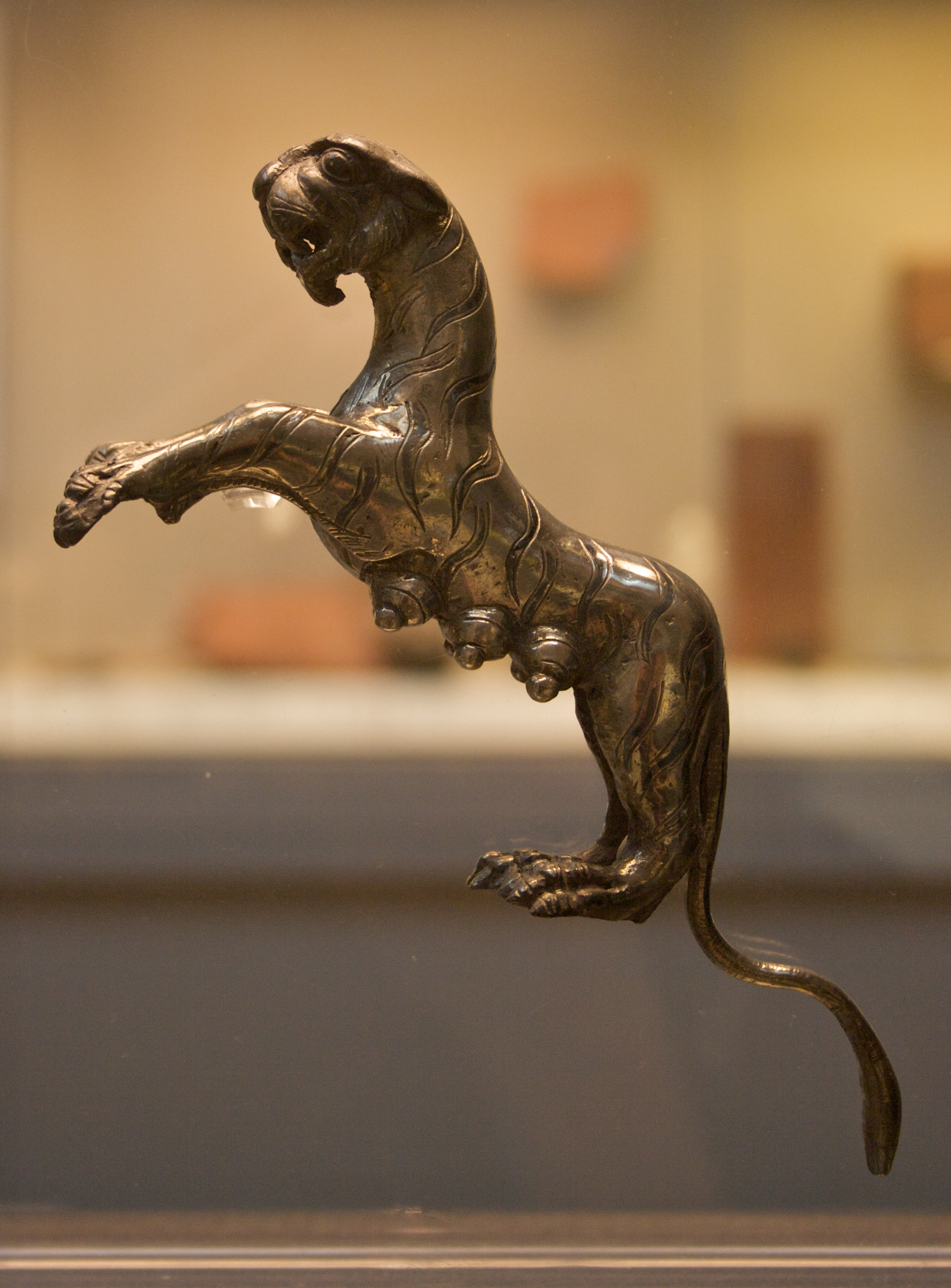
مقبض فضي على شكل أنثى النمر و هي القطعة الفردية الأكثر شهرة من بين حوالي 15000 قطعة في الكنز

في الثالث من سبتمبر عام 1993، وقد تم البدء في تحقيق الطبيب الشرعى بلويستوفت، وتم الأعلان عن الكنز على انه كنز دفين، بمعنى أنه من المعتقد أن الكنز كان مخبأ بهدف العثور عليه في تاريخ لاحق. وتبعاً للقانون العام الانجليزى، أي شئ معلن على هذا النحو ينتمى إلى التاج إذا لم يزعم أحد ملكيته. غير أنه، في هذا الوقت، كان التقليد العرفى أن يكافأ أي شخص عثر وبلغ عن كنز دفين على الفور بما يساوى من الأموال القيمة السوقية للكنز، ويقدم المال من قبل المؤسسة الوطنية التي ترغب في الحصول على الكنز. في نوفمبر عام 1993، قامت لجنة تقييم الكنوز بتقدير الكنز بما يساوى 1.75 مليون جنيه إسترليني (ما يعادل 2.66 مليون جنيه استرلينى حالياً)، والذي تم دفعه للاويس، باعتباره مكتشف الكنز. وقام لاويس بمشاركة مكافأته مع المزارع بيتر والتينج. بعد مرور 3 سنوات، نص قانون الكنوز لعام 1996 أنه يوجد شرط قانونى بأن يتساوى المكتشف وصاحب الأرض في المكافأة.

### التحقيقات الأثرية اللاحقة
في سبتمبر عام 1993، بعد أن تم حرث ساحة الكنز، قامت الخدمات الأثرية بمجلس مقاطعة سوفولك بتفقد الحقل، واجدة أربعة عملات معدنية ذهبية و81 عملة فضية، كل يعتبر جزء من نفس الكنز. أيضاً تم اكتشاف كل من العصر الحديدى البريطانى سابقاً وأشياء ترجع إلى بريطانيا في العصور الوسطى لاحقاً، لكن لم توجد أي أدلة عن وجود مستعمرة رومانية بالجوار.
في عام 1994، كرد فعل على الكشف عن المعادن غير الشرعى، أقيمت حملة متابعة للكشف عن الأثار من قبل الخدمات الأثرية بمجلس مقاطعة سوفولك. وكانت الحفرة التي دفن بها الكنز قد تم إعادة استكشافها، وحدد ثقب واحد اخر بالركن الجنوبى الغربى، وهذا كان يمكن ان يكون موقع لعلامة فيما بعد لتمكن المودعين من ذاكرة التخزين المؤقت لتحديد مكانه واعادة عافيته في المستقبل. وقد ازيلت الأرض على عمق 10 سم (9.3 عمق) لتحليل مساحة 1000 متر مربع (11000 قدم) حول نقطة الاكتشاف.

## العناصر المكتشفة
يتكون الكنز بشكل أساسي من عملات ذهبية وفضية ومجوهرات يصل مجموعها إلى 3.5 كغ (7.7 رطل) من الذهب و 23.75 كغ (52.4 رطلاً) من الفضة. تم وضعه في صندوق خشبي مصنوع في الغالب أو بالكامل من خشب البلوط بقياس 60 × 45 × 30 سم تقريباً (23.6 × 17.7 × 11.8 بوصة). تم وضع بعض الأشياء في صناديق أصغر مصنوعة من خشب الطقسوس والكرز ، بينما تم تغليف البعض الآخر بقطعة قماش صوفية أو تبن. كان الصندوق والصناديق الداخلية قد تلاشى تمامًا تقريبًا بعد دفنها ، ولكن تم العثور على شظايا من الصندوق وملحقاته أثناء التنقيب. العناصر الرئيسية التي تم العثور عليها هي:
- 569 عملة ذهبية (صوليدوس)[6]
- 14272 قطعة نقدية فضية تتكون من 60 قطعة نقدية و 14212 سيليكا[6]
- 24 عملة برونزية (نومي)[6]
- 29 قطعة من المجوهرات المصنوعة من الذهب[6]
- 98 ملاعق ومغارف من الفضة[6]
- أنثى نمر فضي مصنوع كمقبض لسفينة[6]
- 4 سلطانيات فضية وصحن صغير[6]
- 1 دورق فضي
- 1 مزهرية أو إبريق فضي
- 4 أواني فلفل ، بما في ذلك قدر الفلفل «الإمبراطورة»[7]
- أدوات النظافة الشخصية مثل أعواد الأسنان
- 2 من الأقفال الفضية من بقايا الصناديق الخشبية أو الجلدية المتعفنة
- آثار لمواد عضوية مختلفة بما في ذلك علبة صغيرة من العاج

## الاستحواذ العرض والتأثير

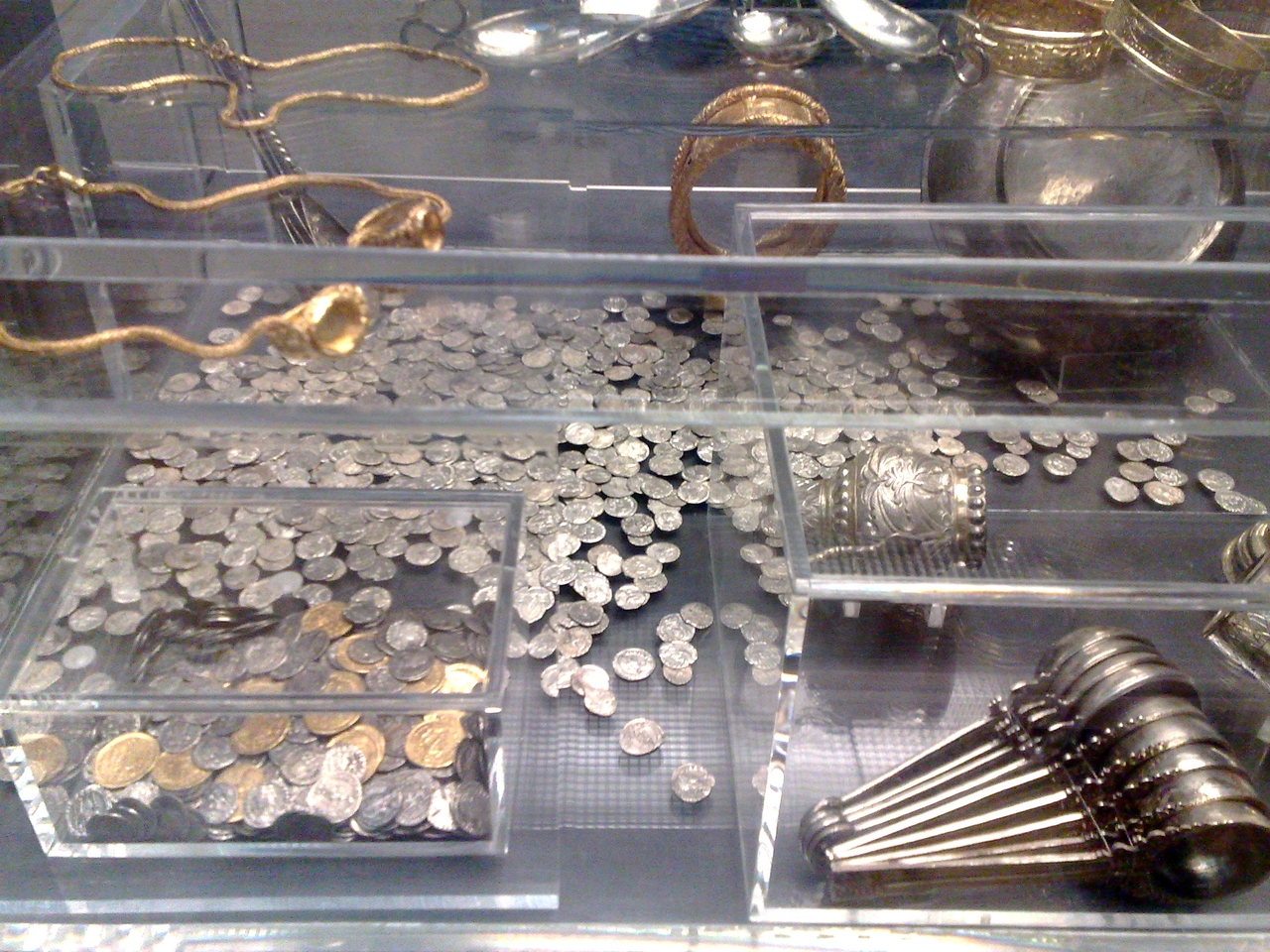
اعادة بناء قلب الصناديق، غرفة العرض 49 الدائمة

تم الحصول على الكنز من قبل المتحف البريطاني في أبريل 1994. نظراً لأن صندوق شراء المتحف بالكامل بلغ 1.4 مليون جنيه إسترليني فقط في ذلك الوقت ،  كان لا بد من شراء الكنز بمساعدة المانحين وهم: الصندوق التذكاري للتراث الوطني، وصندوق المجموعات الفنية الوطنية (الآن صندوق الفن)، وجين بول جيتي ترست. مكنت المنح المقدمة من هؤلاء وغيرهم من المتبرعين المتحف من جمع 1.75 مليون جنيه استرليني اللازمة للاقتناء.
عُرضت قطع من الكنز بشكل شبه مستمر منذ استلام الكنز في المتحف البريطاني. تم عرض بعض العناصر في المتحف في وقت مبكر من سبتمبر 1993 استجابة للمصلحة العامة. تم عرض جزء كبير من الكنز في متحف إبسويتش بين 1994-1995. تم عرض أهم العناصر منذ عام 1997 بشكل دائم في المتحف البريطاني في معرض بريطانيا الرومانية الجديد والموسع (الغرفة 49) ، جنباً إلى جنب مع كنز ثيدفورد المعاصر، وبجوار كنز ميلدنهال الذي يحتوي على أوعية فضية كبيرة من الأنواع الغائبة عن كنز هوكسن. تم تضمين بعض العناصر من الكنز في معرض إيجاد ماضينا، وهو معرض متجول تم عرضه في خمس مدن في إنجلترا وويلز في عام 2003. تم عمل إعادة إنشاء من مادة بلكسي غلاس للصندوق والصناديق الداخلية التي تم إيداعها فيها لهذه الجولة، مع عرض ترتيب الأنواع المختلفة من العناصر مع عناصر العينة بالداخل. إنه الآن جزء من العرض الدائم في لندن، إلى جانب العناصر الأخرى التي تم وضعها بشكل أكثر تقليدية.
نُشر أول بحث شامل عن الكنز في الكتالوج الكامل للعملات المعدنية بواسطة بيتر غيست في عام 2005، و في كتالوج الأشياء الأخرى بواسطة كاثرين جونز في عام 2010. احتل الكنز المرتبة الثالثة في قائمة الاكتشافات الأثرية البريطانية التي اختارها خبراء في المتحف البريطاني للفيلم الوثائقي الذي بثته محطة بي بي سي نيوز عام 2003 و هو كنوزنا العشرة الأولى، والذي تضمن لقطات أرشيفية للباحث عنه إريك لويس، وقد تم اختيار وعاء الفلفل «الإمبراطورة» كعنصر رقم 40 في سلسلة راديو بي بي سي 4 لعام 2010 بعنوان تاريخ العالم في 100 موضوع.
أدى اكتشاف كنز هوكسن والتنقيب عنه إلى تحسين العلاقة بين مهنة الآثار ومجتمع كاشفات المعادن. كان علماء الآثار سعداء لأن لويس أبلغ عن الاكتشاف على الفور ودون إزعاج إلى حد كبير، مما سمح بإجراء تنقيب احترافي. لاحظ خبراء الكشف عن المعادن أن جهود لويس كانت موضع تقدير من قبل مهنة الآثار. يُعتقد أن صك الكنز لعام 1996 قد ساهم في جعل المزيد من الكنوز لعلماء الآثار متاحة. غير الصك القانون بحيث يكون لمالك الأرض والشخص الذي يجد الكنز مصلحة كبيرة في قيمة الاكتشاف. طريقة اكتشاف الكنز بواسطة جهاز الكشف عن المعادن والدعاية واسعة النطاق له ساهمت في تغيير النظام السابق للقانون العام للتعامل مع الكنز الدفين إلى إطار قانوني يأخذ في الاعتبار التكنولوجيا مثل أجهزة الكشف عن المعادن، ويوفر حوافز لـالباحثين عن الكنوز لعمل تقارير بالاكتشافات، ويراعي اهتمامات المتاحف والعلماء.